# Britse literatuur
Britse literatuur verwijst naar literatuur die in verband gebracht wordt met het Verenigd Koninkrijk, het eiland Man en de Kanaaleilanden, alsook met literatuur uit Engeland, Wales en Schotland voorafgaand aan de vorming van het Verenigd Koninkrijk.
Verreweg het grootste deel van de Britse literatuur is geschreven in het Engels, maar er bestaat ook een omvangrijk corpus van werken geschreven in het Latijn, Welsh, Schots Iers, Schots, Cornisch, Manx, Jèrriais, Dgèrnésiais en andere talen. Noord-Ierland maakt deel uit van een literaire traditie in het Engels, en Ulster in het Schots en Iers. Daarbij kan opgemerkt worden dat Ierse schrijvers ook een belangrijke rol hebben gespeeld in de ontwikkeling van Engelstalige literatuur.
De literatuur in de Keltische talen van de eilanden vormt de oudste overgeleverde literatuur in een volkstaal in Europa. Zo strekt de De Welshe literaire traditie zich uit van de 6e eeuw tot de 21e eeuw. De oudste Welshe literatuur behoort echter niet tot het grondgebied dat wij vandaag de dag als 'Wales' kennen, maar eerder tot het noorden van Engeland en het zuiden van Schotland. Maar ook al dateert het uit de 6e, 7e en 8e eeuw, het overleeft slechts in 13e- en 14e-eeuwse kopieën van manuscripten.

## Latijn
Kroniekschrijvers zoals Beda, met zijn Historia ecclesiastica gentis Anglorum en Gildas waren na de Romeinse bezetting belangrijke figuren in de ontwikkeling van de Latijnse, overwegend kerkelijke literatuur op Britse bodem.

## Engels

### Oudengels
Tijdens de Oudengelse periode van 450 tot 1066 ontwikkelt zich de vroegste vorm van Engelse literatuur. Saksische en Germaanse stammen hebben zich in deze periode op het eiland gevestigd na de terugtrekking van de Romeinen. Hun literatuur is bekend als de Oudengelse of Angelsaksische literatuur. Het epische gedicht Beowulf is het beroemdste Oudengelse werk. Het enige overgebleven manuscript ervan is het Cotton manuscript, dat waarschijnlijk dateert van omstreeks het jaar 1000. Nog van een vroegere datum is de oudste Engelse tekst, Caedmons Hymn.
Een populair gedicht uit deze periode was "The Dream of the Rood," een inscriptie op het Ruthwell Cross. Een ander gedicht was "Judith", dat het Bijbelse verhaal uit het Boek Judith navertelde, over de onthoofding van de Assyrische generaal Holofernes.
De zogenaamde "Kronieken" (Chronicles) bevatten een breed scala aan historische en literaire verslagen. Een voorbeeld hiervan is de Anglo-Saxon Chronicle.

### Middelengels
Na de Normandische verovering introduceerde de Anglo-Normandische literatuur literaire stromingen afkomstig uit continentaal Europa, zoals het chanson de geste. Geoffrey Chaucer werd in de 14e eeuw de vader van het Engelse literatuur, doordat hij behalve in het Latijn ook in de volkstaal (nu bekend als Middelengels) begon te schrijven. Zijn belangrijkste werken zijn The Canterbury Tales en Troilus and Criseyde.
Ook vrouwelijke schrijvers zoals Marie de France en Juliana van Norwich waren actief.
Andere bekende werken uit de Late middeleeuwen waren Heer Gawein en de Groene Ridder (Sir Gawain and the Green Knight) en Le Morte d'Arthur (Sir Thomas Malory.)
Latijn bleef een belangrijke taal bij de ontwikkelde klassen.

### Engelse renaissance

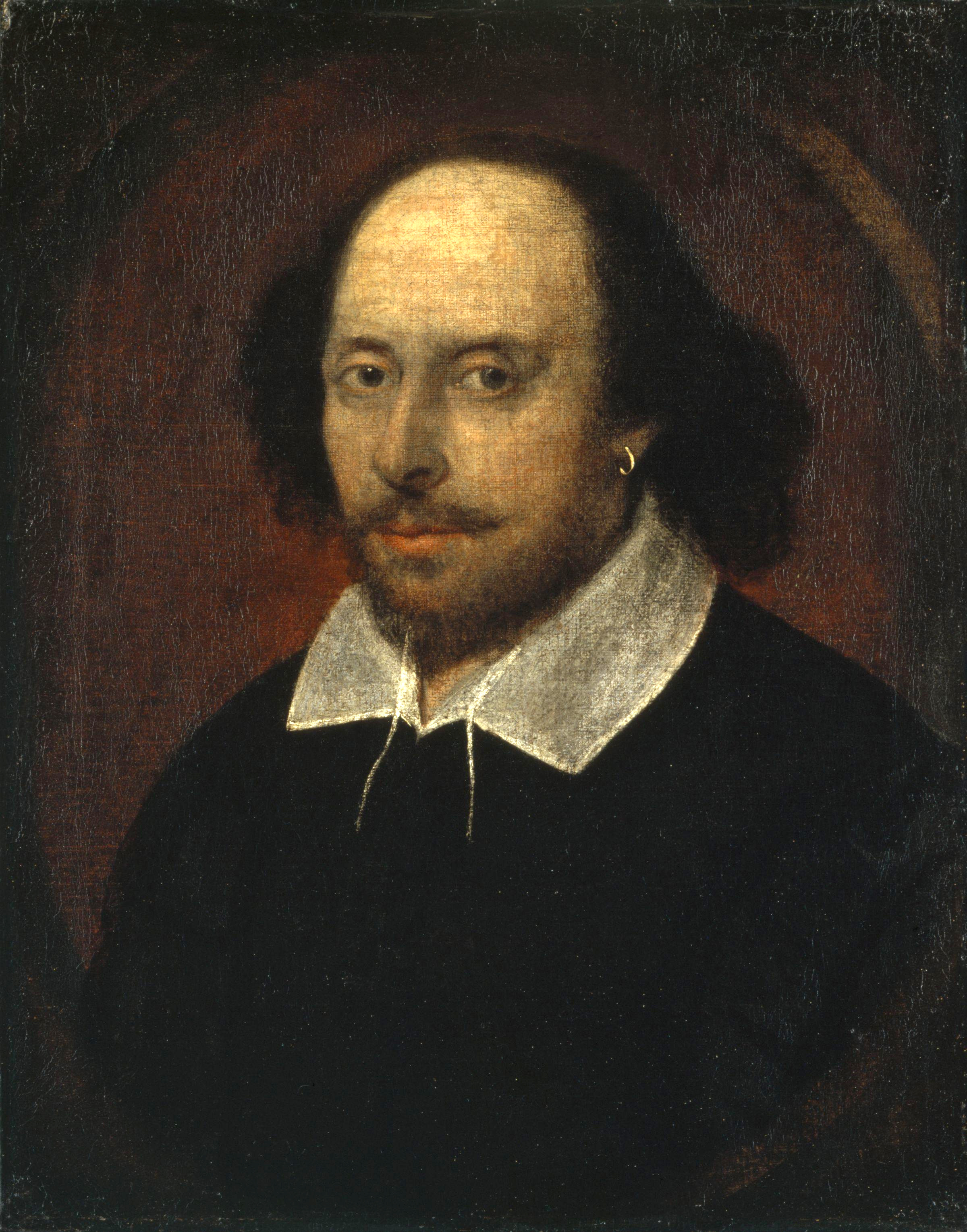
William Shakespeare, het 'Chandos portret (onbekende kunstenaar)

Belangrijke figuren uit de Engelse renaissance:
- Francis Bacon
- Thomas Dekker
- John Donne
- John Fletcher
- John Ford
- Ben Jonson
- Thomas Kyd
- Christopher Marlowe
- Philip Massinger
- Thomas Middleton
- John Milton
- Thomas More
- Thomas Nashe
- William Rowley
- William Shakespeare
- James Shirley
- Philip Sidney
- Edmund Spenser
- John Webster
- Thomas Wyatt

## Iers-Gaelisch
De vroegste sporen van het Iers dateren uit de 4e of 5e eeuw en zijn gevonden in de vorm van grafinscripties. Ze zijn opgesteld in het zogenaamde Ogham-alfabet, een systeem van strepen en inkepingen. Vanaf de 8e eeuw werden Oudierse glossen geschreven in het Romeinse alfabet. In Iers-Gaelische literatuur zijn 4 perioden te onderscheiden:
1. de vroege periode, gedomineerd door de 'fili', een klasse aristocratische beroepsschrijvers met allerlei officiële functies die optraden als een soort priester-dichters. Een van de vroegste gedichten is een lofrede op St. Columba (ca. 521-597) in retorische korte zinnen met elkaar verbonden door alliteratie, toegeschreven aan Dallán Forgaill, hoofddichter van Ierland. Andere overgeleverde werken zijn het 10e-eeuwse 'Psalter', een Bijbelse geschiedenis in 150 gedichten, en tal van anonieme gedichten. De zogenaamde 'Dindshenchas' is een grote verzameling, in proza en verzen, die passende legenden gaf aan beroemde plaatsen in Ierland (tussen de 9e en 11e eeuw).
2. de middeleeuwse literatuur, waar vooral seculieren en speciaal opgeleide minnezangers (barden) aan bijdroegen. Het overgrote deel van de poëzie bestond uit lofzangen aan God of aan opdrachtgevers. Ook het thema van de hoofse liefde, geïntroduceerd door de Normandische invallers, werd door de bardenfamilies gebruikt in betoverende gedichten, die zij 'dánta grádha' noemden.
3. in de late periode, vanaf de 16e eeuw, verdwenen de professionele barden van het toneel. Ierse schrijvers vanaf de 17e eeuw - in de praktijk waren dat voornamelijk geletterde boeren en landeigenaars - maakten nu gebruik van een verscheidenheid aan dialecten.
4. de periode van de heropleving (revival) van de Ierse literatuur vanaf eind 19e eeuw is nu nog bezig.

## Andere middeleeuwse literatuur
Van de Ierse literatuur zijn buiten Ierland vooral de in het Engels geschreven werken bekend. Een belangrijk deel van het literaire corpus bestaat echter uit Ierse teksten. Vanouds bestond er een in Keltische talen een sterke traditie in mondelinge sagen en poëzie.
In Middeleeuwse Welshe literatuur is de periode vóór 1100 bekend als de periode van Y Cynfeirdd ( "De vroegste dichters") of Yr Hengerdd ( "De oude poëzie '). Het dateert grofweg vanaf de geboorte van de Welshe taal tot de komst van de Noormannen in Wales tegen het eind van de 11e eeuw.
Geoffrey van Monmouth was een van de belangrijkste figuren in de ontwikkeling van de Britse geschiedenis en de popularisering van de verhalen rond Koning Arthur. Hij is vooral bekend om zijn kroniek Historia Regum Britanniae (Geschiedenis van de koningen van Brittannië), die Keltische verhalen zoals die over koning Arthur, de tovenaar Merlijn en het zwaard Excalibur aan een breder publiek bekendmaakte.
De Jersey dichter Wace wordt beschouwd als de grondlegger van Jersey literatuur en ook hij droeg bij aan de ontwikkeling van de Arthurlegende in de Britse literatuur. Zijn 'Roman de Brut' toonde de interesse van Normandische patroons in het creëren van de mythevorming rond het nieuwe Engelse grondgebied van de Anglo-Normandische rijk. Zo plaatste hij bijvoorbeeld door zijn 'Roman de Rou' de hertogen van Normandië in een epische context.
William Langlands Piers Plowman wordt door veel critici beschouwd als een van de eerste grote werken uit de Engelse letterkunde, samen met Chaucers The Canterbury Tales en Sir Gawain and the Green Knight. In dit werk wordt ook voor de eerste keer in de literaire traditie verteld over Robin Hood.
Zeker vanaf de 14e eeuw werd in Ierland en door Ierse schrijvers in het buitenland poëzie in het Engels geschreven. Het eerste gedicht in het Engels door een Welshe dichter dateert van ongeveer 1470.
Tot de vroegste (Lowland) Schotse literatuur behoort John Barbours Brus (14e eeuw). Whyntouns Kronykil en Blind Harry's Wallace dateren van de 15e eeuw. Vanaf de 13de eeuw ontstaat veel literatuur rond het koninklijk hof in Edinburgh, en aan de Universiteit van St. Andrews zijn schrijvers werkzaam als Henrysoun, William Dunbar, Gavin Douglas en David Lyndsay.
In het Cornisch werd Passhyon agan Arloedh ( "De Passie van onze Heer") geschreven, een gedicht uit 1375 bestaande uit 259 verzen van acht regels. Het is een van de oudste overgeleverde werken van Cornisch literatuur. Het belangrijkste overlevende letterkundige werk uit de Midden-Cornische periode is 'An Ordinale Kernewek ' (gekend als 'de Cornische Ordinalia'), een 9000-regelig religieus drama samengesteld rond het jaar 1400. Het langste overlevende werk van Cornische literatuur is Bywnans Meriasek (Het leven van Meriasek), een toneelstuk uit 1504, waarschijnlijk gekopieerd van een eerder manuscript. Sir Thomas More bedacht het woord "utopie", een naam die hij gaf aan een ideale, denkbeeldige eiland-natie waarvan hij het politieke systeem beschreef in 'Utopia', gepubliceerd in 1516.